# Evropsko prvenstvo v hokeju na ledu 1932
Evropsko prvenstvo v hokeju na ledu 1932 je bilo trinajsto in zadnje samostojno Evropsko prvenstvo v hokeju na ledu, ki se je odvijalo med 14. in 20. marcem 1932 v Berlinu. V konkurenci devetih reprezentanc, je zlato medaljo osvojila švedska reprezentanca, srebrno avstrijska, bronasto pa švicarska.

## Dobitniki medalj
| Zlato | Srebro | Bron |
| ŠvedskaHerman Carlsson Gösta Karlsson Carl Abrahamsson Erik Lindgren Sigge Öberg Gustaf Johansson Karl-Erik Fürst Bertil Lundell Erik Larsson John Nilsson Eric Persson Wilhelm Petersén | AvstrijaOtto Amenth Jacques Ditrichstein Hans Trauttenberg Fritz Demmer Reinhold Egger Hans Ertl Josef Göbel Karl Kirchberger Karl Ördögh Walter Sell Kurt Stuchly Hans Tatzer | ŠvicaEmil Eberle Albert Geromini Emil Meerkämpfer Ernst Hug Ferdinand Cattini Heinrich Meng Anton Morosani Conrad Torriani Richard Torriani |

## Tekme

### Redni del
Najboljših pet reprezentanc po točkah iz vseh skupin se je uvrstilo v boj za medalje, ostale reprezentance so se borile za 6. do 9. mesto, s seboj so se v obeh primerih prenesle točke iz medsebojnih tekem.

#### Skupina A
| 14. marec 1929 | Nemčija | 1:1 | Švica | Berlin, Nemčija |

| Poročilo tekme      | Poročilo tekme | Poročilo tekme | Poročilo tekme | Poročilo tekme |
| ------------------- | -------------- | -------------- | -------------- | -------------- |
| Začetek: ni podatka |                |                |                |                |

| 15. marec 1929 | Avstrija | 2:2 | Švica | Berlin, Nemčija |

| Poročilo tekme      | Poročilo tekme | Poročilo tekme | Poročilo tekme | Poročilo tekme |
| ------------------- | -------------- | -------------- | -------------- | -------------- |
| Začetek: ni podatka |                |                |                |                |

| 16. marec 1929 | Nemčija | 1:1 | Avstrija | Berlin, Nemčija |

| Poročilo tekme      | Poročilo tekme | Poročilo tekme | Poročilo tekme | Poročilo tekme |
| ------------------- | -------------- | -------------- | -------------- | -------------- |
| Začetek: ni podatka |                |                |                |                |

##### Lestvica
OT-odigrane tekme, z-zmage, n-neodločeni izidi, P-porazi, DG-doseženo goli, PG-prejeti goli, GR-gol razlika, T-točke.
| Reprezentanca | OT | Z | N | P | DG | PG | GR | T |
| ------------- | -- | - | - | - | -- | -- | -- | - |
| Avstrija      | 2  | 0 | 2 | 0 | 3  | 3  | 0  | 2 |
| Švica         | 2  | 0 | 2 | 0 | 3  | 3  | 0  | 2 |
| Nemčija       | 2  | 0 | 2 | 0 | 2  | 2  | 0  | 2 |

#### Skupina B
| 14. marec 1929 | Češkoslovaška | 1:1 | Francija | Berlin, Nemčija |

| Poročilo tekme      | Poročilo tekme | Poročilo tekme | Poročilo tekme | Poročilo tekme |
| ------------------- | -------------- | -------------- | -------------- | -------------- |
| Začetek: ni podatka |                |                |                |                |

| 15. marec 1929 | Češkoslovaška | 7:0 | Latvija | Berlin, Nemčija |

| Poročilo tekme      | Poročilo tekme | Poročilo tekme | Poročilo tekme | Poročilo tekme |
| ------------------- | -------------- | -------------- | -------------- | -------------- |
| Začetek: ni podatka |                |                |                |                |

| 16. marec 1929 | Francija | 1:0 | Latvija | Berlin, Nemčija |

| Poročilo tekme      | Poročilo tekme | Poročilo tekme | Poročilo tekme | Poročilo tekme |
| ------------------- | -------------- | -------------- | -------------- | -------------- |
| Začetek: ni podatka |                |                |                |                |

##### Lestvica
OT-odigrane tekme, z-zmage, n-neodločeni izidi, P-porazi, DG-doseženo goli, PG-prejeti goli, GR-gol razlika, T-točke.
| Reprezentanca | OT | Z | N | P | DG | PG | GR | T |
| ------------- | -- | - | - | - | -- | -- | -- | - |
| Češkoslovaška | 2  | 1 | 1 | 0 | 8  | 1  | +7 | 3 |
| Francija      | 2  | 1 | 1 | 0 | 2  | 1  | +1 | 3 |
| Latvija       | 2  | 0 | 0 | 2 | 0  | 8  | -8 | 0 |

#### Skupina C
| 11. marec 1929 | Združeno kraljestvo | 1:0 | Romunija | Berlin, Nemčija |

| Poročilo tekme      | Poročilo tekme | Poročilo tekme | Poročilo tekme | Poročilo tekme |
| ------------------- | -------------- | -------------- | -------------- | -------------- |
| Začetek: ni podatka |                |                |                |                |

| 12. marec 1929 | Srbija | 4:1 | Združeno kraljestvo | Berlin, Nemčija |

| Poročilo tekme      | Poročilo tekme | Poročilo tekme | Poročilo tekme | Poročilo tekme |
| ------------------- | -------------- | -------------- | -------------- | -------------- |
| Začetek: ni podatka |                |                |                |                |

| 13. marec 1929 | Švedska | 4:0 | Romunija | Berlin, Nemčija |

| Poročilo tekme      | Poročilo tekme | Poročilo tekme | Poročilo tekme | Poročilo tekme |
| ------------------- | -------------- | -------------- | -------------- | -------------- |
| Začetek: ni podatka |                |                |                |                |

##### Lestvica
OT-odigrane tekme, z-zmage, n-neodločeni izidi, P-porazi, DG-doseženo goli, PG-prejeti goli, GR-gol razlika, T-točke.
| Reprezentanca       | OT | Z | N | P | DG | PG | GR | T |
| ------------------- | -- | - | - | - | -- | -- | -- | - |
| Švedska             | 2  | 2 | 0 | 0 | 8  | 1  | +7 | 4 |
| Združeno kraljestvo | 2  | 1 | 0 | 1 | 2  | 4  | -2 | 2 |
| Romunija            | 2  | 0 | 0 | 2 | 0  | 5  | -5 | 0 |

### Za 6. do 9. mesto
| 17. marec 1929 | Francija | 3:3 | Združeno kraljestvo | Berlin, Nemčija |

| Poročilo tekme      | Poročilo tekme | Poročilo tekme | Poročilo tekme | Poročilo tekme |
| ------------------- | -------------- | -------------- | -------------- | -------------- |
| Začetek: ni podatka |                |                |                |                |

| 17. marec 1929 | Latvija | 3:0 | Romunija | Berlin, Nemčija |

| Poročilo tekme      | Poročilo tekme | Poročilo tekme | Poročilo tekme | Poročilo tekme |
| ------------------- | -------------- | -------------- | -------------- | -------------- |
| Začetek: ni podatka |                |                |                |                |

| 18. marec 1929 | Francija | 5:0 | Romunija | Berlin, Nemčija |

| Poročilo tekme      | Poročilo tekme | Poročilo tekme | Poročilo tekme | Poročilo tekme |
| ------------------- | -------------- | -------------- | -------------- | -------------- |
| Začetek: ni podatka |                |                |                |                |

| 18. marec 1929 | Združeno kraljestvo | 5:2 | Latvija | Berlin, Nemčija |

| Poročilo tekme      | Poročilo tekme | Poročilo tekme | Poročilo tekme | Poročilo tekme |
| ------------------- | -------------- | -------------- | -------------- | -------------- |
| Začetek: ni podatka |                |                |                |                |

#### Lestvica
OT-odigrane tekme, z-zmage, n-neodločeni izidi, P-porazi, DG-doseženo goli, PG-prejeti goli, GR-gol razlika, T-točke.
| Reprezentanca       | OT | Z | N | P | DG | PG | GR | T |
| ------------------- | -- | - | - | - | -- | -- | -- | - |
| Francija            | 3  | 2 | 1 | 0 | 9  | 3  | +6 | 5 |
| Združeno kraljestvo | 3  | 2 | 1 | 0 | 9  | 5  | +4 | 5 |
| Latvija             | 3  | 1 | 0 | 2 | 5  | 6  | -1 | 2 |
| Romunija            | 3  | 0 | 0 | 3 | 0  | 9  | -9 | 0 |

### Boj za medalje
| 17. marec 1929 | Avstrija | 3:0 | Češkoslovaška | Berlin, Nemčija |

| Poročilo tekme      | Poročilo tekme | Poročilo tekme | Poročilo tekme | Poročilo tekme |
| ------------------- | -------------- | -------------- | -------------- | -------------- |
| Začetek: ni podatka |                |                |                |                |

| 17. marec 1929 | Švedska | 1:1 | Švica | Berlin, Nemčija |

| Poročilo tekme      | Poročilo tekme | Poročilo tekme | Poročilo tekme | Poročilo tekme |
| ------------------- | -------------- | -------------- | -------------- | -------------- |
| Začetek: ni podatka |                |                |                |                |

| 18. marec 1929 | Švedska | 0:0 | Avstrija | Berlin, Nemčija |

| Poročilo tekme      | Poročilo tekme | Poročilo tekme | Poročilo tekme | Poročilo tekme |
| ------------------- | -------------- | -------------- | -------------- | -------------- |
| Začetek: ni podatka |                |                |                |                |

| 18. marec 1929 | Nemčija | 1:0 | Češkoslovaška | Berlin, Nemčija |

| Poročilo tekme      | Poročilo tekme | Poročilo tekme | Poročilo tekme | Poročilo tekme |
| ------------------- | -------------- | -------------- | -------------- | -------------- |
| Začetek: ni podatka |                |                |                |                |

| 19. marec 1929 | Švedska | 2:0 | Češkoslovaška | Berlin, Nemčija |

| Poročilo tekme      | Poročilo tekme | Poročilo tekme | Poročilo tekme | Poročilo tekme |
| ------------------- | -------------- | -------------- | -------------- | -------------- |
| Začetek: ni podatka |                |                |                |                |

| 20. marec 1929 | Nemčija | 0:1 | Švedska | Berlin, Nemčija |

| Poročilo tekme      | Poročilo tekme | Poročilo tekme | Poročilo tekme | Poročilo tekme |
| ------------------- | -------------- | -------------- | -------------- | -------------- |
| Začetek: ni podatka |                |                |                |                |

| 20. marec 1929 | Švica | 3:2 | Češkoslovaška | Berlin, Nemčija |

| Poročilo tekme      | Poročilo tekme | Poročilo tekme | Poročilo tekme | Poročilo tekme |
| ------------------- | -------------- | -------------- | -------------- | -------------- |
| Začetek: ni podatka |                |                |                |                |

#### Lestvica
OT-odigrane tekme, z-zmage, n-neodločeni izidi, P-porazi, DG-doseženo goli, PG-prejeti goli, GR-gol razlika, T-točke.
| Reprezentanca | OT | Z | N | P | DG | PG | GR | T |
| ------------- | -- | - | - | - | -- | -- | -- | - |
| Švedska       | 4  | 2 | 2 | 0 | 4  | 1  | +3 | 6 |
| Avstrija      | 4  | 1 | 3 | 0 | 6  | 3  | +3 | 5 |
| Švica         | 4  | 1 | 3 | 0 | 7  | 6  | +1 | 5 |
| Nemčija       | 4  | 1 | 2 | 1 | 3  | 3  | 0  | 4 |
| Češkoslovaška | 4  | 0 | 0 | 4 | 2  | 9  | -7 | 0 |

## Končni vrstni red
1. Švedska
2. Avstrija
3. Švica
4. Nemčija
5. Češkoslovaška
6. Francija
7. Združeno kraljestvo
8. Latvija
9. Romunija

Najboljši strelec
- Gerry Davey, 7 golov